# Strommer Gyula
Strommer Gyula (Nagyenyed, 1920. május 8. – Budapest, 1995. augusztus 28.) gépészmérnök, matematikus, egyetemi tanár.

## Élete
Mivel édesapja 1923-ban meghalt, édesanyjával, kis kerülővel, Budapestre költözött. 1926-ban már a VII. kerületi Mária Terézia téri elemi népiskolában kezdte meg az iskolát. Tudás iránti vágya, szorgalma és tehetsége már korán megmutatkozott. 1938-ban kezdte meg egyetemi tanulmányait a Magyar Királyi József Nádor Műszaki és Gazdaságtudományi Egyetem gépészmérnöki szakán. Mérnöki tanulmányaival egyidőben a budapesti tudományegyetemen csillagászatot és fizikát is tanult. 1940. augusztus 27-én felfedezte a majdnem 14 km átmérőjű 1537 Transylvania nevű kisbolygót. Ez volt első tudományos sikere. 1942-től tanársegéd volt a műegyetem Ábrázoló Geometria Tanszékén.
1952-ben ő lett az Ábrázoló Geometria Tanszék vezetője. 1972-ben egyetemi tanárrá nevezték ki. 1981 és 1987 között a Gépészmérnöki Kar dékánja volt.

## Munkássága
Kutatási témái: a geometria alapjai, a Bolyai-Lobacsevszkij geometria.

## Kitüntetései
- Apáczai Csere János-díj tanári tevékenysége elismeréseként, 1990.

## Emlékezete
Tanítványai és tanártársai tisztelettel emlékeznek rá, konferenciákat szerveznek születése kerek évfordulóin. Emlékének ápolására Strommer Gyula Nemzetközi Geometria Alapítványt hoztak létre. Az alapítvány nemcsak Strommer Gyula emlékét ápolja, hanem ösztöndíj formájában anyagilag is támogatja a tudományos kutatást a geometria területén.

## Művei
- Strommer Gyula. Ábrázoló geometriai példatár, mérnök hallgatók részére. Budapest: Tankönyvkiadó Vállalat (1952)
- Strommer Gyula, Varga Ottó, Lőrincz Pál. Ábrázoló geometria. Budapest: Tankönyvkiadó Vállalat (1957, 1960, 1962, 1971, 1974). ISBN 963-17-0577-3
- Strommer Gyula. Analitikus geometria. Budapest: Tankönyvkiadó Vállalat (1981, 1985)
- David Hilbert, Stefan Cohn-Vossen, Paul Alekszandrov. Szemléletes geometria. (Függelékben: A topológia egyszerű alapfogalmai), ford.: Strommer Gyula, Budapest: Gondolat Könyvkiadó (1982). ISBN 963-281-143-7
- Strommer Gyula, Tamássy Lajos, Reiman István. Geometria. Budapest: Tankönyvkiadó Vállalat (1988). ISBN 963-18-5312-8